# 森暢
森 暢（もり とおる、1903年7月 - 1985年11月4日）は、日本の美術史家。大阪工業大学名誉教授。中世日本の絵画を研究。

## 来歴
和歌山県生まれ。京都帝国大学文学撰修科修了。大阪工業大学教授、外務省嘱託。1971年「歌仙絵の研究」で東洋大学文学博士。川端康成と親しかった。妻は女優の毛利菊枝。

## 著書
- 眞言七祖像の影響について 弘法大師降誕會本部 1951.8
- 日本美術史入門 東京創元社 1959
- 歌合絵の研究 歌仙絵 角川書店 1970
- 鎌倉時代の肖像画 みすず書房 1971
- 歌仙絵・百人一首絵 角川書店 1981.12

## 共編著
- 平等院図鑑 福山敏男共編 桑名文星堂 1944
- 日本文化の歴史 第7 武門の道理-鎌倉時代 林屋辰三郎共編 学研 1969
- 新修日本絵巻物全集 13 紫式部日記絵巻・枕草子絵巻 角川書店 1976
- 新修日本絵巻物全集 19 三十六歌仙絵 角川書店 1979.3
- 新修日本絵巻物全集 28 伊勢新名所絵歌合・東北院職人歌合絵巻・鶴岡放生会職人歌合絵巻・三十二番職人歌合絵巻 角川書店 1979.7